# Сасекс (Вирџинија)
Сасекс (енгл. Sussex) насељено је место без административног статуса у америчкој савезној држави Вирџинија.

## Демографија
По попису из 2010. године број становника је 256.
| Група             | 2000.    | 2010.       |
| Белци             | 0 (0,0%) | 114 (44,5%) |
| Афроамериканци    | 0 (0,0%) | 133 (52,0%) |
| Азијати           | 0 (0,0%) | 0 (0,0%)    |
| Хиспаноамериканци | 0 (0,0%) | 8 (3,1%)    |
| Укупно            | 0        | 256         |